# Henry B. Anthony
Henry B. Anthony (Coventry, 1815. április 1. – Providence, 1884. szeptember 2.) az Amerikai Egyesült Államok szenátora (Rhode Island, 1859–1884).